# Palazzo Moro Lin (San Marco)
Palazzo Moro Lin (detto palasso de le trèdese fenestre in dialetto veneziano, ovvero palazzo delle tredici finestre), è un palazzo veneziano, situato nel sestiere di San Marco e affacciato sul Canal Grande.

## Storia
Il palazzo fu costruito intorno al 1670, su progetto di Sebastiano Mazzoni e per volontà di Pietro Liberi, pittore in Venezia. Morto il pittore, nel 1691 il palazzo passò a Antonio Lin, che lo acquistò e corredò di affreschi, oggi perduti, e altre opere d'arte, oltre a provvedere, a cavallo tra Seicento e Settecento, a innalzare l'edificio di un piano. Intorno al 1942 fu acquistato dall'industriale milanese Enrico Ghezzi, che lo rilevò dalla famiglia veneziana dei Pascolato.

## Descrizione
Facciata di quattro ordini e disegnata simmetricamente. 
Il piano terra ha sette archi a tutto sesto affioranti dal canale e formanti un portego, dei quali quello centrale è di dimensioni inferiori. I due piani nobili e il terzo piano settecentesco sono percorsi ciascuno da tredici monofore, tra le quali delle lesene fanno da decorazione. Le aperture dei piani nobili, pur essendo rettangolari come quelle del terzo, sono inscritte in un rientro a tutto sesto. 
La cornice che divide il primo piano nobile dal pian terreno è accompagnata da una balaustra, mentre il sottotetto presenta un cornicione dentellato. 
Le opere a fresco di Antonio Bellucci, Antonio Molinari e Gregorio Lazzarini si possono vedere ancora oggi all'interno degli appartamenti del palazzo.